# Berlin Bears
Die Berlin Bears sind eine Footballmannschaft aus Berlin, die 1994 an der Football League of Europe (FLE) teilnahm. Die Berlin Bears sind im Neuköllner Sportfreunde 1907 e. V. beheimatet.

## Geschichte

### Die Anfänge
Gegründet wurden die Berlin Bears im Jahre 1985; sie trainierten anfangs in einem Park im Stadtbezirk Neukölln. 1988 nahmen sie erstmals am regulären Spielbetrieb der damaligen Verbandsliga Nord teil.
In der Saison 1989 gelang der Aufstieg in die 2. Bundesliga, in der die Bears von 1990 bis einschließlich 1994 spielten. Da die Bears 1994 ebenfalls in der Football League of Europe antraten, wurde die 2. Bundesligasaison mit der zweiten Mannschaft zu Ende gespielt und der siebte Platz erreicht, der aber nicht reichte, um den Abstieg zu verhindern.
In diesem Jahr waren die Berlin Bears mit über 600 Mitgliedern der zweitgrößte Footballverein Deutschlands hinter den Cologne Crocodiles.

### Football League of Europe
Wie die Frankfurt Gamblers basierten auch die Bären auf einem Zweitliga-Kader. Dieser wurde hauptsächlich mit US-Amerikanern und Kanadiern aufgefüllt, um ihn für die Football League of Europe fit zu machen. Die Berlin Bears stiegen nach 1994 aus der Football League of Europe aus, da die treibende Kraft der FLE, Axel Gernert, sich aus der FLE zurückzog und es vorzog mit den Hamburg Blue Devils, dem damaligen Aushängeschild der FLE, in die Football-Bundesliga zu wechseln.
Nach dem Ausstieg von Gernert wären die Ausgaben soweit angestiegen, dass sie nicht mehr über Sponsoren gedeckt werden konnten, so dass die Bears sich für einen Ausstieg aus der FLE entschieden.

### Nach der FLE
Im Jahre 1995 traten die Bears in der Regionalliga Nordost an, in der sie unterbrochen durch Teilnahme an der 2. Bundesliga im Jahre 1997, bis zum Jahr 2000 spielten. Im Jahr 2000 zog sich das Team zurück und stellte den Spielbetrieb der Herrenmannschaft ein. Erst für die Saison 2007 wurde das Herrenteam wiederbelebt und tritt in der Verbandsliga Ost an. In dieser Saison konnten sie gleich den Aufstieg in die Oberliga feiern. Und auch 2008 sollten die Bears die Liga als Erster beenden und stiegen somit in die Regionalliga auf.
2009 begann die Saison mit einigen Startschwierigkeiten. Aber am Ende konnten die Bears den vierten Platz sichern und somit auch den Klassenerhalt.
2010 ging es mit neuen Headcoach in die Saison. Nach gutem Saisonverlauf ging ihnen am Ende der Saison ein wenig die Luft aus und sie beendeten das Jahr mit einem dritten Platz.
2011 ging man, nach vielen Zugängen, mit hohen Erwartungen in die Saison. Es reichte dennoch nur zu einem Platz im Mittelfeld und man beendete die Saison mit dem vierten Platz. Auch 2012 lief es nach vielen Abgängen im Trainer- und Spielerbereich nicht besser. So konnte man nur durch den Rückzug eines anderen Teams den Klassenerhalt sichern.
2013 konnte man mit Andrew McDonough einen Amerikaner für die Quarterback Position gewinnen. Der junge Amerikaner absolvierte ein Auslandsseminar in Berlin und entschied sich so für die Bears zu spielen. Das Jahr verlief dennoch alles andere als positiv: So musste man im entscheidenden Spiel um den Klassenerhalt gegen den Stadtrivalen Spandau Bulldogs eine Niederlage hinnehmen und verlor so auch den direkten Vergleich um den vorletzten Platz.
Nach dem Abstieg starteten die Bears 2014 in der Oberliga OST. Wiederum gab es Veränderungen im Trainer- und Spielerbereich. So konnte man mit David John einen sehr footballerfahrenen Mann als Defense Coordinator verpflichten. Als Offense Coordinator fungierte Martin Harder, der seit 2009 den Posten des WR-Coaches innehatte. Das sehr junge Bears Team bewies trotz fehlender Erfahrung Siegeswillen und schaffte so ungeschlagen den direkten Wiederaufstieg in die Regionalliga.

### Aktuell
Derzeit besteht der Verein aus sechs Mannschaften: dem Herren-Team (Oberliga Ost), dem A-Jugend-, B-Jugend- und C-Jugend-Team, sowie dem Senior-Flag- und dem Bambini-Flag-Team.

## Flag Football
Das Flag Football Team ist fünffacher deutscher Meister.
2006 von Taric Al-Habash gegründet konnten sie schon 2007 das erste Mal die Meisterschaft der DFFL gewinnen. In diesem Jahr blieben die Bears ungeschlagen. Diesen Erfolg konnten sie 2008 und 2009 wiederholen. Auch in diesen beiden Jahren blieben die Bears ohne Niederlage. Erst 2010 mussten die Bears nach 3 Jahren wieder eine Niederlage hinnehmen. Sie gewannen allerdings trotzdem ihre vierte Meisterschaft in Folge im Finale gegen die Hamburg Pioneers mit 12:7.
Mit neuen Offensive Coaches und einen neuen Quarterback ging das Flagteam auch 2011 mit großen Erwartungen in die Saison. Man musste feststellen, dass auch die Konkurrenz sich gut auf die neue Saison vorbereitet hatte und so musste man sich schon im Halbfinale den Hamburg Pioneers geschlagen geben, die dann auch das Finale für sich entscheiden konnten. Im Jahr darauf wurde der Titel zurückerobert, als die Berlin Bears die Hamburg Pioneers Snappers im Finale auf heimischen Boden mit 28:19 besiegten. Im Jahr 2013 verloren die Bears sehr knapp im Halbfinale gegen die Kiel Baltic Hurricanes mit 16:17. Im selben Jahr belegte das Team beim German Flag Open den 7. Platz. 2014 erreichten die Bears wieder das Finalspiel in Hamburg, das sie jedoch deutlich gegen die Hamburg Pioneers Snappers verloren.
Aufgrund des Verbandswechsels der Cheerleader (eigene Abteilung bei den NSF) musste vorübergehend ein eigener Verein, die Berlin Flag Bears e. V. gegründet werden, um weiterhin am Lizenzligabetrieb (DFFL) teilnehmen zu dürfen.

## Cheerleader
Die Cheerleader der Berlin Bears waren bereits in den 1990er Jahren erfolgreich. Mit der Wiederaufnahme des Spielbetriebes kamen auch die Cheerleader zurück. Ihre Zahl hat sich in den letzten Jahren verzehnfacht. Cheerleaderteams (Teddys, Winnies, Lady Cubs, Bears Reloaded, Bears Nation) nehmen in allen Altersklassen an den entsprechenden Meisterschaften teil.
Die Cheerleader der Berlin Bears sind eine eigenständige Abteilung der Neuköllner Sportfreunde 1907 e.V. Im Jahr 2016 wechselten sie ihre Verbandszugehörigkeit vom AFCVBB (American Football und Cheerleading Verband Berlin-Brandenburg) zum CCVB (Cheerleading und Cheerperformance Verband Berlin), was enorme Probleme mit der Spiellizenzerteilung für die Footballer mit sich brachte (siehe Bundesspielordnung – Mitgliedschaft in einem konkurrierenden Verband).

## Sonstiges
Das Footballteam Berlin Adler wurde 1979 unter dem Namen Berlin Bären gegründet, dann jedoch umbenannt. Einen Zusammenhang zwischen beiden Teams gibt es nicht.